# Calwer Verlag
Der Calwer Verlag ist ein deutscher Verlag mit Sitz in Stuttgart. Zum Programm des Verlags gehören sowohl Schulbücher als auch theologische Fachliteratur.

## Geschichte
Der Verlag wurde 1832 als Calwer Verlagsverein von Christian Gottlob Barth in Calw gegründet, der bis zu seinem Tod Vorstand des Verlags war. Ziel des Vereins war es, „zum Zwecke der christlichen Volksbildung Kinder- und Schulschriften zum möglichst wohlfeilsten Preis“ zu verbreiten, um somit „eine Sündfluth christlicher Bücher auszulösen, um die unchristlichen Bücher hinwegzuschwemmen“ (so Barth, am Gründungstag, am 5. Juli 1833).
1836 wurde schließlich der Calwer Verlag gegründet. Nach Barths Tod 1862 wurde Hermann Gundert Vorstand des Verlags. Gunderts Nachfolger nach dessen Tod 1893 wurde sein Schwiegersohn, der Theologe Johannes Hesse, der Vater des Schriftstellers Hermann Hesse. 1920 verlegte der Verlag seinen Sitz nach Stuttgart.
Mit Gründung der Calwer Verlag-Stiftung im Jahr 2000 setzt der Calwer Verlag seine Arbeit als Calwer Verlag Bücher und Medien GmbH fort. Das Sortiment ist insbesondere durch Schulbücher als wichtiger Teil des Verlagsprogramms geprägt.